# Promi Big Brother/Staffel 13
Die dreizehnte Staffel der deutschen Reality-Show Promi Big Brother soll ab dem  6. Oktober 2025 auf dem Privatsender Sat.1 ausgestrahlt werden.

## Teilnehmer
Am 18. August 2025 wurden die ersten beiden Teilnehmer veröffentlicht.
| Platz | Teilnehmer        | Bekannt geworden als | Einzug | Auszug | Tage im Haus |
| ----- | ----------------- | --- | ------ | ------ | ------------ |
|       | Andrej Mangold    | Basketballspieler, Protagonist bei Der Bachelor (2019), Reality-TV-Teilnehmer u. a. bei Das Sommerhaus der Stars (2020), Kampf der Realitystars (2021) und Exatlon Germany (2024), Gewinner von Fame Fighting (2023) |        |        |              |
|       | Sarah-Jane Wollny | Tochter von Silvia Wollny, Sängerin, Darstellerin bei Die Wollnys – Eine schrecklich große Familie, Reality-TV-Teilnehmerin u. a. bei Temptation Island VIP (2024)                                                   |        |        |              |

## Produktion
Die Moderation für die von Endemol Shine Germany produzierte Show übernehmen erneut Jochen Schropp und Marlene Lufen gemeinsam.
Im Podcast Sendepause Fehlanzeige mit Jochen Schropp und Anja Rützel sprach Schropp über die dreizehnte Staffel. Er deutete an, dass das Setting nicht erneut ein Container, in Anlehnung an die erste Staffel des Originalformats Big Brother, sein wird, wie es in den letzten beiden Staffeln der Fall war. Zudem bestätigte er, das es zwölf Teilnehmer geben wird, welche ab dem 18. August 2025 sukzessive bekannt geben werden sollen. Auch ein Publikum sollen die täglichen Live-Shows nach zwei Jahren Pause wieder haben.
In diesem Jahr wird bei dem Streaminganbieter Joyn ein kostenpflichtiger 24-Stunden-Livestream angeboten.

## Zusätzliche Sendungen

### Promi Big Brother – Die Late Night Show
Im Anschluss an die Hauptsendung soll erneut die Live-Late-Night-Show auf Sat.1 laufen, die von Jochen Bendel und Melissa Khalaj täglich moderiert wird.